# Pareuptychia lydia
Espèce
Pareuptychia lydia est une espèce de lépidoptères (papillons) de la famille des Nymphalidae, de la sous-famille des Satyrinae, de la tribu des Satyrini, de la sous-tribu des Euptychiina et du genre Pareuptychia.

## Dénomination
Pareuptychia lydia a été décrit par l’entomologie hollandais Pieter Cramer en 1777 sous le nom initial de Papilio lydia

### Synonymie
- Papilio lydia Cramer, 1777 - protonyme
- Neonympha calpurnia (C. & R. Felder, 1867) [1]

## Description
Pareuptychia lydia est un grand papillon aux ailes antérieures longues de 26 mm à bord externe convexe de couleur blanc beige plus beige grisé vers l'apex, le bord costal et le bord externe et aux ailes postérieures de couleur blanche et à bord ondulé.
Le revers est crème rayé d'ocre foncé aux ailes antérieures et aux ailes postérieures. Quatre ocelles noirs cerclés de jaune et pupillés marquent, l'un l'apex des ailes antérieures, un autre l'angle anal des ailes postérieures et deux un petit et un gros l'apex des ailes postérieures.

## Biologie
Pareuptychia lydia vole toute l'année.

## Écologie et distribution
Pareuptychia lydia est présent au Surinam et en Guyane.

### Biotope
Pareuptychia lydia réside en forêt tropicale sombre et humide.

### Protection
Pas de statut de protection particulier